# Miva
Pour les articles homonymes, voir Miva (homonymie).

Logo de Miva.

Miva, connue anciennement sous le nom de Find What, est une régie publicitaire américaine spécialisée dans la communication sur Internet (indice Nasdaq : MIVA). Reconnue comme étant l'un des pionniers du lien sponsorisé, Miva conclut, en 2009, un partenariat avec Google, ce qui entraîne une forte augmentation du prix de l'action.